# Edubuntu
Edubuntu, conosciuta anche come Ubuntu Education Edition, è una distribuzione derivata ufficiale di Ubuntu, adattata per l'uso in ambito scolastico.
Lo sviluppo è il risultato della collaborazione tra insegnanti e tecnici provenitenti da diversi Paesi. Incorpora l'architettura thin client LTSP e una raccolta di applicazioni libere specifiche per l'istruzione. Il suo pubblico di riferimento sono i ragazzi e studenti di età compresa tra 6 e 18 anni.

## Funzionalità
Edubuntu mette a disposizione il Linux Terminal Server Project e molto software educativo tra cui GCompris, KDE Education Suite, Sabayon Profile Manager, Pessulus Lockdown Editor, Edubuntu Menueditor, LibreOffice, Gnome Nanny e iTALC.
Inizialmente era possibile richiedere gratuitamente i CD di Edubuntu tramite il servizio Shipit di Ubuntu. A partire dalla versione 8.10 (2008) la distribuzione è distribuita solo via download in formato DVD.
Edubuntu, nel corso della sua storia, ha visto l'alternarsi di diversi ambienti desktop. La versione 23.04 di Edubuntu propone GNOME quale ambiente desktop predefinito. In precedenza, dalla versione 12.04 alla 14.04, l'ambiente predefinito proposto divenne Unity. In queste versioni, GNOME, era comunque messa o a disposizione quale ambiente opzionale anche per garantire una certa continuità con le versioni precedenti di cui era scelta primaria.
Dalla versione 7.10 di Edubuntu era possibile scegliere KDE andando a scegliere Edubuntu KDE. Nel 2010, Edubuntu e il progetto Qimo 4 Kids lavoravano per includere Qimo all'interno di Edubuntu.  Il progetto però non ebbe successo in quanto le dimensioni delle immagini superavano le dimensioni massime per essere masterizzabile su CD.

## Obiettivi del progetto
Edubuntu nasce per consentire a un educatore o insegnante, con conoscenze e competenze tecniche limitate, di allestire un laboratorio informatico e amministrarlo in modo semplice e veloce.
Parallelamente il team perseguiva l'obiettivo di raccogliere il miglior software libero disponibile per l'istruzione. Il sito web ufficiale, in tal senso recita: "Our aim is to put together a system that contains all the best free software available in education and make it easy to install and maintain." (in italiano: "Il nostro obiettivo è fornire un sistema che contenga tutto il miglior software libero disponibile per l'istruzione e renderlo facile da installare e mantenere").
Un altro aspetto molto importante per il team di Edubuntu è quello di garantire il corretto funzionamento del sistema anche su macchine obsolete evitando inutili investimenti e il riutilizzo dell'hardware in uso.

## Versioni
La prima versione di Edubuntu coincise con la versione di Ubuntu 5.10 (nome in codice era Breezy Badger). Con il rilascio della versione 8.04 (Hardy Heron) il progetto prese ufficialmente il nome di Ubuntu Education Edition e da distribuzione Live CD derivata da Ubuntu, il progetto divenne un componente aggiuntivo installabile su un sistema Ubuntu esistente.
Dalla versione 9.10 in poi, Edubuntu cambiò nuovamente per diventare un sistema completo avviabile da DVD. Edubuntu rimaneva comunque installabile   su tutte le distribuzioni che utilizzavano i repository ufficiali di Ubuntu  (principalmente Ubuntu e Kubuntu) selezionando il metapacchetto "edubuntu-desktop".
A partire dalla versione 14.04, Edubuntu è diventato LTS-only annunciando che il sistema non sarebbe stato aggiornato alla versione LTS 16.04, ma mantenuto alla versione 14.04, a causa della mancanza di collaboratori. Lo sviluppo venne interrotto per alcuni anni per poi tornare attivo a partire dall'aprile 2023 quando, Edubuntu, è tornata attiva come derivata ufficiale di Ubuntu.
| Release | Codename         | Release date    | End-of-life date |
| --- | ---------------- | --------------- | ---------------- |
| 5.10 | Breezy Badger    | 13 ottobre 2005 | 13 aprile 2007   |
| 6.06 LTS | Dapper Drake     | 1 giugno 2006   | 14 luglio 2009   |
| 6.10 | Edgy Eft         | 26 ottobre 2006 | 25 aprile 2008   |
| 7.04 | Feisty Fawn      | 19 aprile 2007  | 19 ottobre 2008  |
| 7.10 | Gutsy Gibbon     | 18 ottobre 2007 | 18 aprile 2009   |
| 8.04 LTS | Hardy Heron      | 24 aprile 2008  | 12 maggio 2011   |
| 8.10 | Intrepid Ibex    | 30 ottobre 2008 | 30 aprile 2010   |
| 9.04 | Jaunty Jackalope | 23 aprile 2009  | 23 ottobre 2010  |
| 9.10 | Karmic Koala     | 29 ottobre 2009 | 29 aprile 2011   |
| 10.04 LTS | Lucid Lynx       | 29 aprile 2010  | 9 maggio 2013    |
| 10.10 | Maverick Meerkat | 10 ottobre 2010 | 10 aprile 2012   |
| 11.04 | Natty Narwhal    | 28 aprile 2011  | 28 ottobre 2012  |
| 11.10 | Oneiric Ocelot   | 13 ottobre 2011 | 9 maggio 2013    |
| 12.04 LTS | Precise Pangolin | 26 aprile 2012  | 28 aprile 2017   |
| 12.10 | Quantal Quetzal  | 18 ottobre 2012 | 16 maggio 2014   |
| 13.04 | Raring Ringtail  | 25 aprile 2013  | 27 gennaio 2014  |
| 13.10 | Saucy Salamander | 17 ottobre 2013 | 17 luglio 2014   |
| 14.04 LTS | Trusty Tahr      | 17 aprile 2014  | 30 aprile 2019   |
| 23.04 | Lunar Lobster    | 20 aprile 2023  | 25 gennaio 2024  |
| 23.10 | Mantic Minotaur  | 12 ottobre 2023 | luglio 2024      |
| 24.04 LTS | Noble Numbat     | 25 aprile 2024  | maggio 2029      |
| 24.10 | Oracular Oriole  | 10 ottobre 2024 | luglio 2025      |
| Legend: Vecchie versioni non manutentate Vecchia versione in manutenzione Versione corrente stabile Prossima versione |                  |                 |                  |